# The Hand That Rocks the Coffin
The Hand That Rocks the Coffin – drugie DVD polskiej grupy muzycznej Acid Drinkers. Jest to zapis koncertu z festiwalu Metalmania 2006. 
Na płycie umieszczono film dokumentalny pt. "W pogoni za Acid Drinkers", zapis audio z koncertu oraz wiele różnych dodatków.

## Lista utworów
DVD
1. Anybody Home
2. Backyard Bandit
3. Life Hurts More Than Death
4. Human Bazooka
5. Slow & Stoned
6. High Proof Cosmic Milk
7. Drug Dealer
8. Dancing in the Slaughterhouse
9. Poplin Twist
10. The Joker
11. I Fuck the Violence
12. Ring of Fire (Johny Cash cover)

+ film dokumentalny "W pogoni za Acid Drinkers"
+ "Hate Unlimited" videoclip
Dodatki
1. Biografia
2. Animowane Menu
3. Dyskografia
4. Galeria fotograficzna
5. Dodatki na pulpit
6. Linki

CD Audio
1. Anybody Home
2. Backyard Bandit
3. Life Hurts More Than Death
4. Human Bazooka
5. Slow & Stoned
6. High Proof Cosmic Milk
7. Drug Dealer
8. Dancing in the Slaughterhouse
9. Poplin Twist
10. The Joker
11. I Fuck the Violence
12. Ring of Fire (Johny Cash cover)